# Semora trochilus
Semora trochilus är en spindelart som beskrevs av Simon 1901. Semora trochilus ingår i släktet Semora och familjen hoppspindlar. Inga underarter finns listade i Catalogue of Life.